# Bari (Somalië)
Bari (Arabisch: باري , Bārī) is een gobolka (regio) in Puntland in het noordoosten van Somalië. De hoofdstad is het aan de kust gelegen Bosaso. Vroeger leefde deze regio, de grootste in Somalië, voornamelijk van de visserij. Dit is de reden waarom vele steden aan de kust liggen, waaronder Qandala, Calula en Bargaal. De meerderheid van de regio wordt door de Majeerteenclan beheerst. In het noorden grens het aan de Golf van Aden, in het oosten aan de Indische Oceaan. De buurregio's zijn in het westen Sanaag en Sool, in het zuiden ligt Nugaal.
Awdal · Bakool · Banadir · Bari · Bay · Galguduud · Gedo · Hiiraan · Midden-Juba · Midden-Shabelle · Mudug · Neder-Juba · Neder-Shabelle · Nugaal · Sanaag · Saaxil · Sool · Togdheer · Woqooyi-Galbeed
Galmudug · Jubaland · Puntland · Somaliland